# داريل غرين
داريل غرين (بالإنجليزية: Daryl Green)‏ (20 فبراير 1966 بسياتل في الولايات المتحدة - ) هو مدرب كرة قدم ولاعب كرة قدم أمريكي في مركز الدفاع. لعب مع بورتلاند تِمبرز ‏ وSeattle Storm (soccer) ‏ وكنساس سيتي كومتس ‏ وويتشاتا وينغز ‏.